# 1857 au Canada
Pour un article plus général, voir Chronologie du Canada.
Cet article traite des événements qui se sont produits durant l'année 1857 au Canada.

## Événements

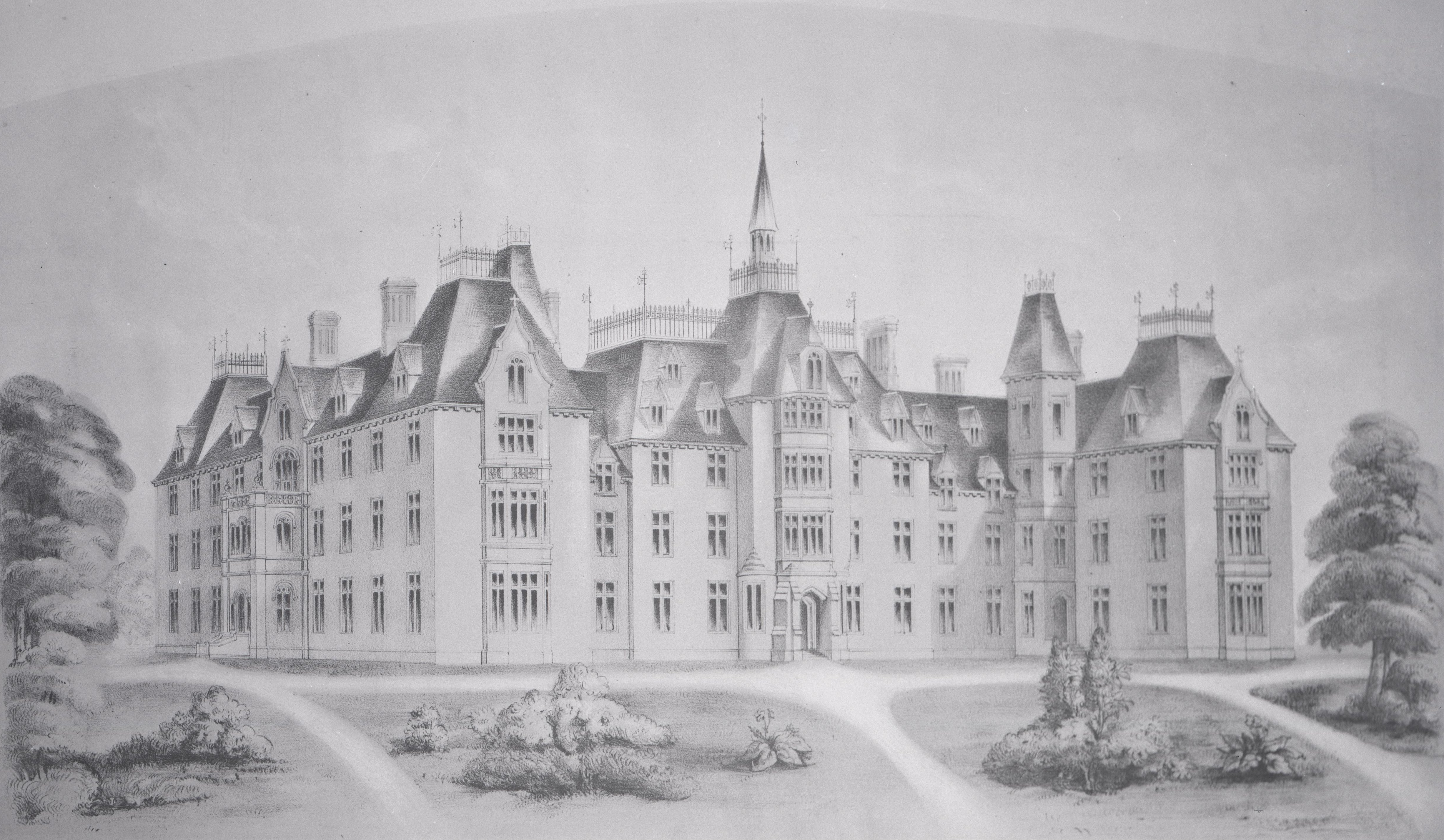
Maison de la Providence à Toronto tenue par les Sœurs de Saint-Joseph

- 16 mai : départ de Liverpool pour New York de l'expédition d'exploration de l'Amérique du Nord britannique dirigée par John Palliser[1] (1857-1860). Elle permet d'établir une carte détaillée des régions traversées dans l'ouest du Canada[2] (Triangle de Palliser).
- 26 novembre : George-Étienne Cartier devient Premier ministre avec John A. Macdonald. Il encourage la politique ferroviaire et contribue à l’établissement de la Confédération canadienne.
- 31 décembre : Ottawa est choisie comme capitale du Canada par la reine Victoria du Royaume-Uni.

- Mauvaises récoltes. La réouverture du marché russe à la fin de la guerre de Crimée entraîne la chute du prix du blé.
- L’opposition gagne de nombreux sièges aux législatives dans la section anglaise en dénonçant la toute-puissance des Français et des catholiques.
- La population de la colonie de la Rivière-Rouge augmente rapidement. De 2 000 âmes en 1824, elle passe à 7 000 en 1857 et à plus de 11 000 en 1870. Les métis canadiens et écossais en composent l’élément le plus nombreux. Ils mènent un mode de vie semi-nomade et pratiquent principalement la chasse au bison. Les agriculteurs sédentaires, principalement des écossais, ne seront que 1 600 en 1870. La Compagnie de la Baie d'Hudson domine la vie économique et le gouvernement de la colonie. Son monopole est cependant battu en brèche dès 1849 par l’organisation d’un trafic de fourrures clandestin, favorisé par la proximité de la frontière américaine.

## Naissances
- 17 mars - Willis Keith Baldwin († 19 avril 1935)
- 12 juin - Maurice Perrault (politicien) († 11 février 1909)
- 12 septembre - George Halsey Perley (diplomate et homme politique) († 4 janvier 1938)

## Décès
- 6 juin : Patrick Phelan, évêque de Kingston.